# Triplatinouranio
Il triplatinouranio è un composto cristallino intermetallico binario inorganico di platino e uranio di formula UPt3.

## Sintetizzazione
Può essere sintetizzando nei seguenti modi:
- in quanto composto intermetallico, mediante fusione di diretta dei componenti puri in base ai calcoli stechiometrici:

{\displaystyle {\mathsf {3Pt+U\ {\xrightarrow {1700^{o}C}}\ UPt_{3}}}}
- mediante riduzione del diossido di uranio con idrogeno in presenza di platino:

{\displaystyle {\mathsf {UO_{2}+2H_{2}+3Pt\ {\xrightarrow {1700^{o}C}}\ UPt_{3}+2H_{2}O}}}

## Proprietà fisiche

Struttura del UPt_{3}

l triplatinauranio forma cristalli di simmetria esagonale (alcuni studi ipotizzano invece una struttura trigonale), gruppo spaziale P63/mmc, parametri di cella a = 0,5766 nm e c = 0,4898 nm (c va inteso come distanza dai piani), con una struttura simile allo nisnite (Ni3Sn) e MgCd3.
Il composto fonde congruamente a 1700 °C. L'entalpia di formazione del composto è di -111 kJ/mol.
A temperature inferiori a 1 K diventa superconduttore, si pensa grazie alla presenza di fermioni pesanti (gli atomi di uranio).